# Deposizione nel sepolcro (Rubens)
Deposizione nel sepolcro, meglio noto come  Compianto sul corpo di Cristo deposto o anche Sepoltura Borghese, è un dipinto a olio su tela (180x137 opera di Peter Paul Rubens del 1601/1602 secondo il Puyvelde (1950), del 1605/1606 secondo Oldenbourg (1916), Gluck (1933) e Longhi (1928).

## Storia e descrizione

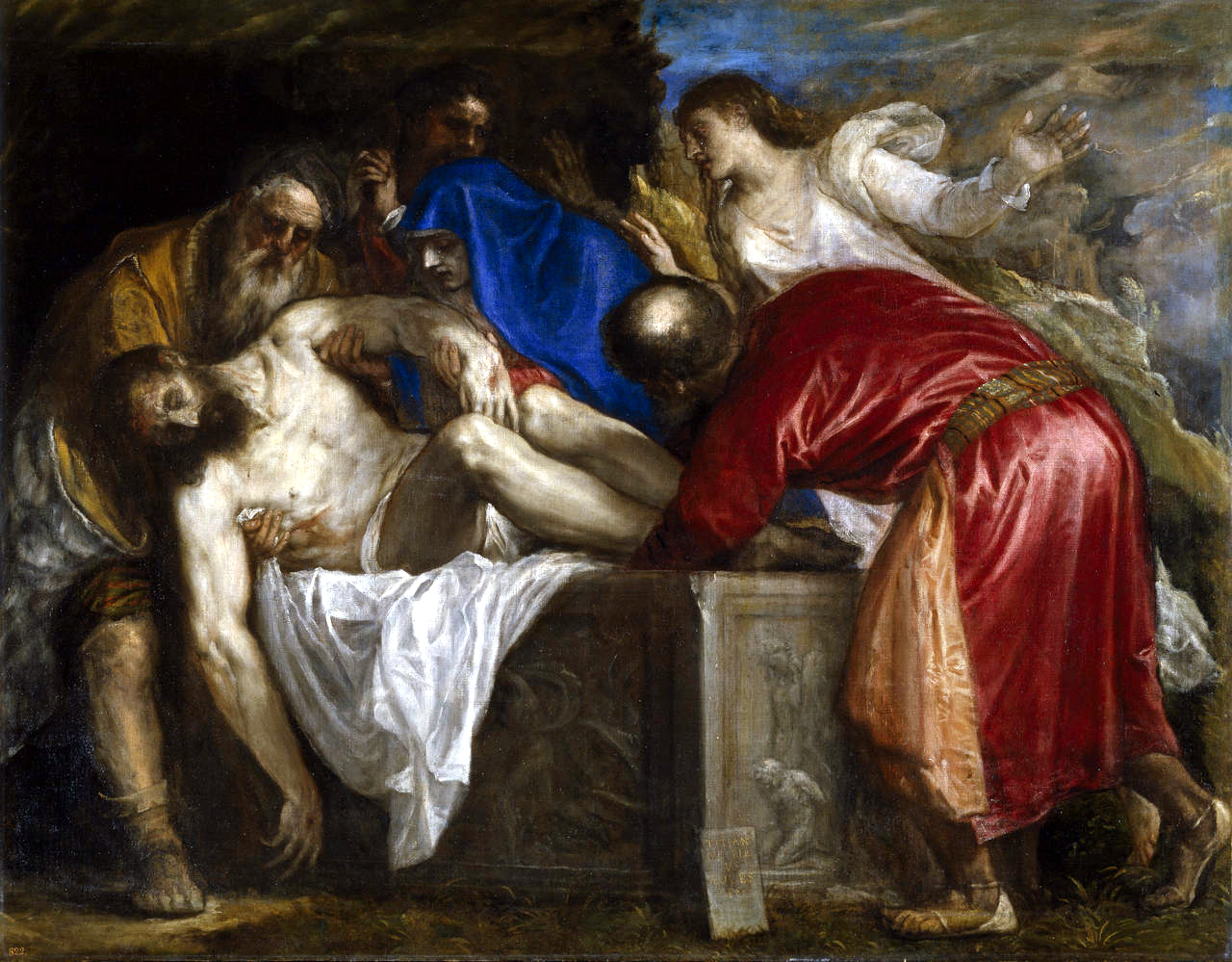
Deposizione nel sepolcro
1559, Tiziano
Museo del Prado, Madrid, Spagna

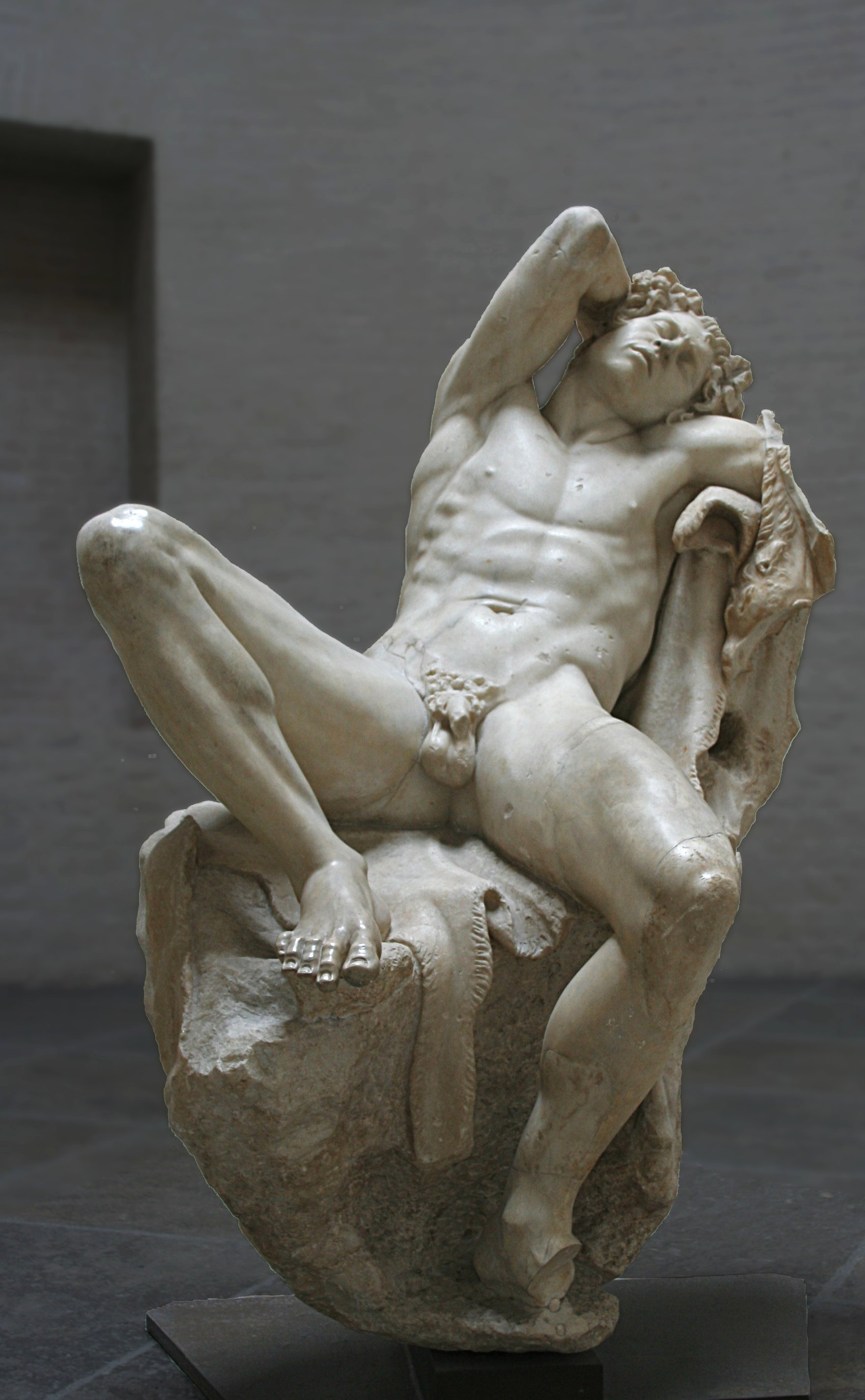
Fauno Barberini o Satiro ubriaco
scultura greca
Gliptoteca (Monaco di Baviera)

Quest'ultima datazione 1605/1606 è suffragata dall'evidente riferimento alla Deposizione dipinta nel 1559 da Tiziano allora conservata all'Escorial in Spagna dove il Rubens ebbe modo di tracciarne un rapido schizzo a matita nel suo taccuino d'appunti in occasione della sua missione in Spagna nella primavera del 1603 per conto di Vincenzo Gonzaga.
Citata per la prima volta nel Fidecommisso Borghese, istituito da Francesco Borghese nel 1833, come opera di Antoon van Dyck, è stata definitivamente attribuita al Rubens alla fine del XIX secolo da Jacob Burckhardt.
Il dipinto è stato ampliato presumibilmente alla fine del XVIII secolo per adattarlo a una nuova collocazione, le cui tracce sono ancora ben visibili in alto e ai lati lunghi della tela.
Il dipinto, conservato nella Galleria Borghese di Roma, è un'opera complessa dei primi anni romani di Rubens che condensa ed evidenzia la sintesi dei più disparati influssi subiti dal pittore nordico in Italia che vanno dalla scuola veneta al manierismo romano e lombardo.